# Paditz
Paditz ist eine Ortslage des Ortsteils Ehrenberg der Skatstadt Altenburg im thüringischen Altenburger Land. Bekanntheit erlangte es hauptsächlich durch das Flächennaturdenkmal Paditzer Schanzen.

## Geografie

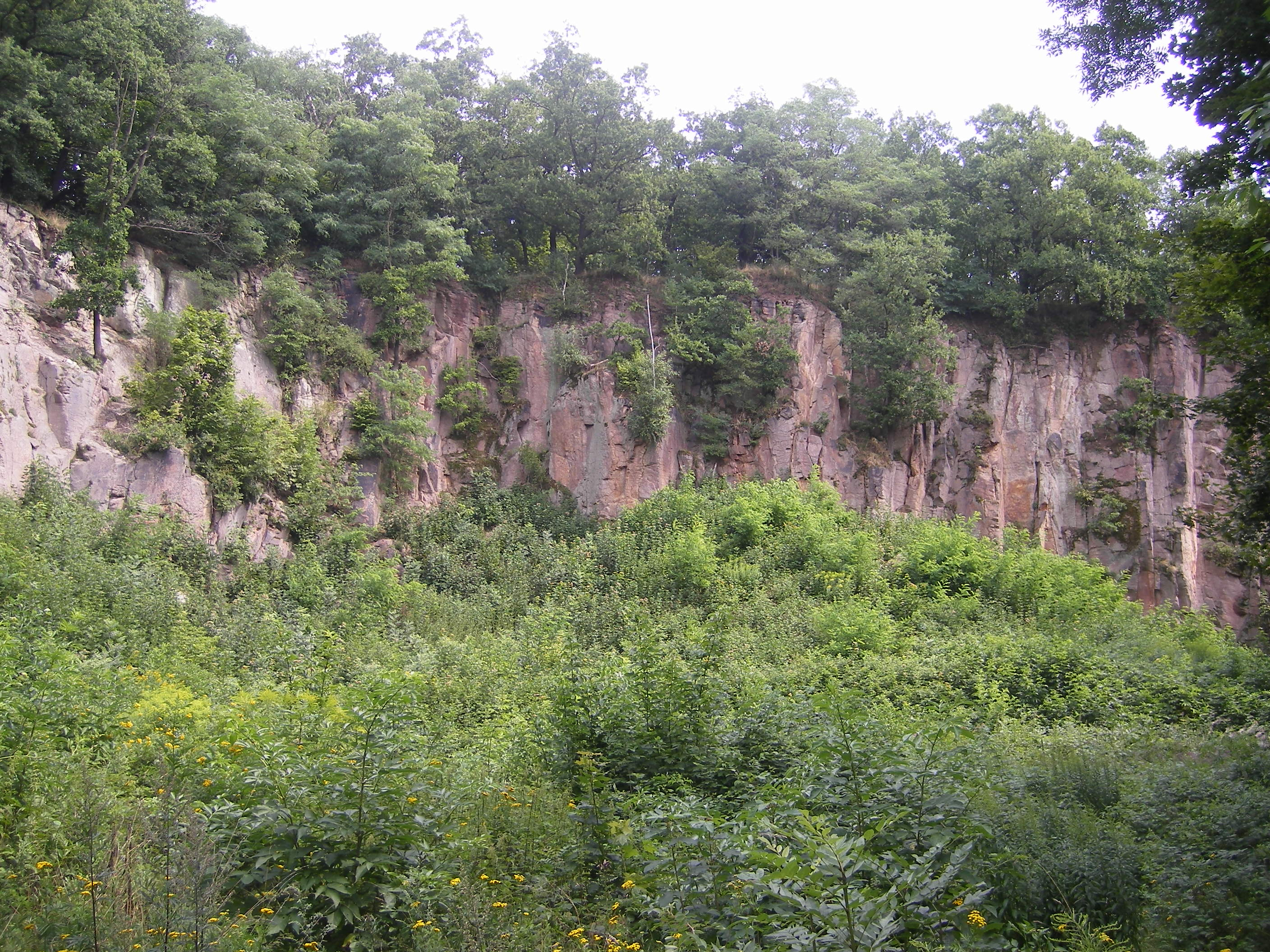
Teilausschnitt des Schutzgebietes Paditzer Schanzen, Blick auf eine Steinbruchswand

Der Kernort befindet sich linksseitig im Osten des Flusses Pleiße, Agglomeration mit der ehemaligen Bahnstation befindet sich jedoch auch rechtsseitig des Gewässers. Dabei bildet das Fließgewässer Mäander, wobei die Ufer durch Bäume vor weiterer Ausspülung geschützt sind. Des Weiteren schließt sich oberhalb des Haltepunkts Paditz das Flächennaturdenkmal, die Paditzer Schanzen zwischen Paditz und Stünzhain an, wo in den stillgelegten Steinbrüchen ein Vulkanitgestein (früher als Glimmerporphyrit bezeichnet) gewonnen wurde.

## Geschichte

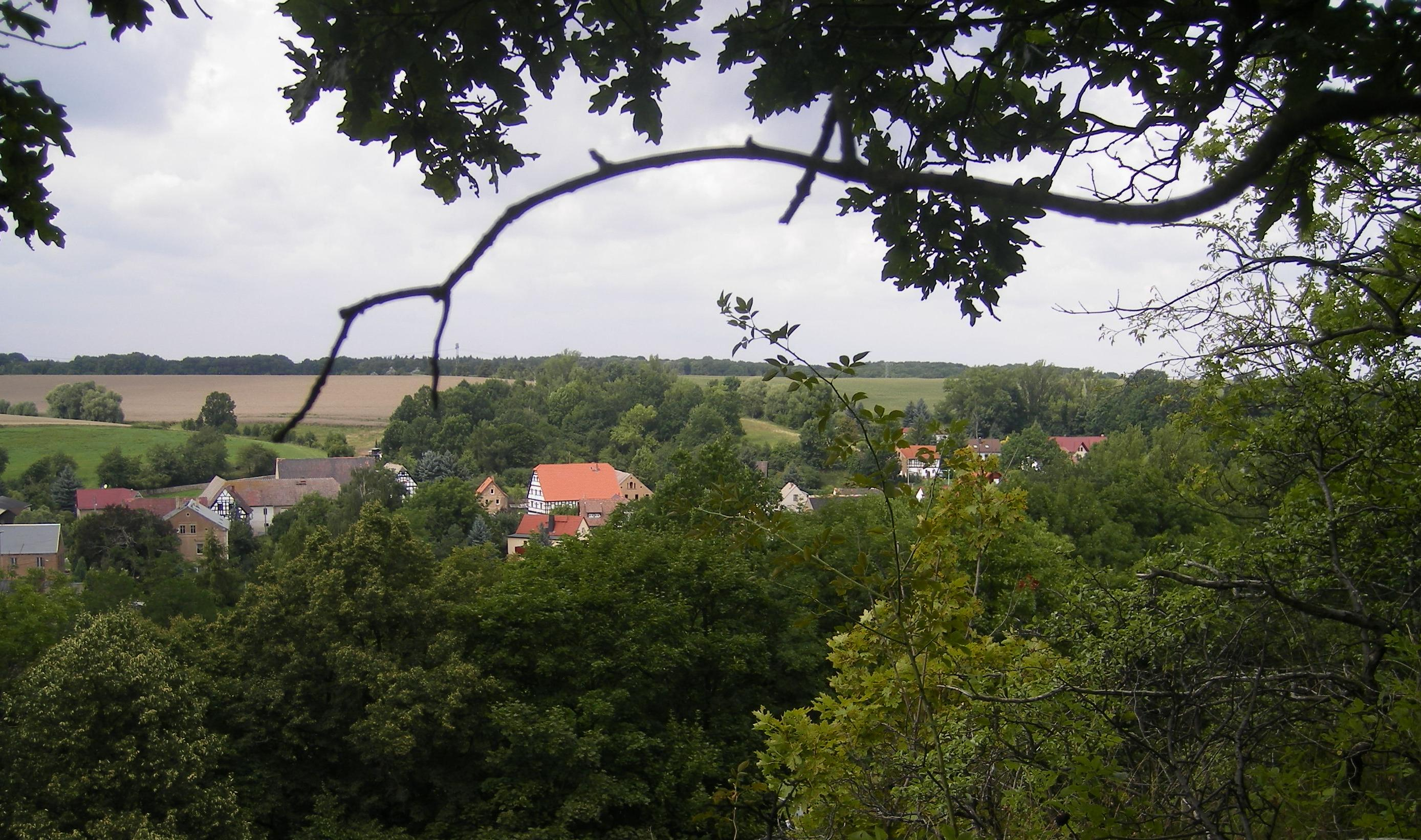
Paditz aus der Vogelperspektive von den Schanzen aus gesehen.

Paditz ist als sorbische Rundlingsgründung auch heute noch erkennbar durch die acht Höfe um den zentralen Dorfmittelpunkt. Erstmals urkundlich erwähnt wurde der Ort in einer Urkunde des Naumburger Hochstiftes zwischen 1181 und 1214. Zur Zeit deutscher Besiedlung entstand ein Anbau. Im 13. und 14. Jahrhundert hatten die Burggrafen von Altenburg Besitz im Ort. Später gehörte Paditz zum wettinischen Amt Altenburg, welches ab dem 16. Jahrhundert aufgrund mehrerer Teilungen im Lauf seines Bestehens unter der Hoheit folgender Ernestinischer Herzogtümer stand: Herzogtum Sachsen (1554 bis 1572), Herzogtum Sachsen-Weimar (1572 bis 1603), Herzogtum Sachsen-Altenburg (1603 bis 1672), Herzogtum Sachsen-Gotha-Altenburg (1672 bis 1826). Bei der Neuordnung der Ernestinischen Herzogtümer im Jahr 1826 kam der Ort wiederum zum Herzogtum Sachsen-Altenburg. Nach der Verwaltungsreform im Herzogtum gehörte Paditz bezüglich der Verwaltung zum Ostkreis (bis 1900) bzw. zum Landratsamt Altenburg (ab 1900).
Paditz gehörte ab 1918 zum Freistaat Sachsen-Altenburg, der 1920 im Land Thüringen aufging. Seit 1922 lag der Ort im Landkreis Altenburg und ab 1952 im Kreis Altenburg im Bezirk Leipzig; jener gehörte seit 1990 als Landkreis Altenburg zu Thüringen und ging 1994 im Landkreis Altenburger Land auf. Bevor Paditz am 7. September 1973 nach Ehrenberg eingegliedert wurde, war es eine eigenständige Gemeinde mit dem Ortsteil Zschechwitz, der am 1. Juli 1950 per Landtagsbeschluss dazu kam. Am 14. Juli 1993 wurde die gesamte Gemeinde Ehrenberg als Ortsteil nach Altenburg eingemeindet.

### Einwohnerentwicklung
- 1939 - 195
- 1997 - 119
- 1999 - 136
- 2001 - 122
- 2002 - 131
- 2005 - 118

## Infrastruktur

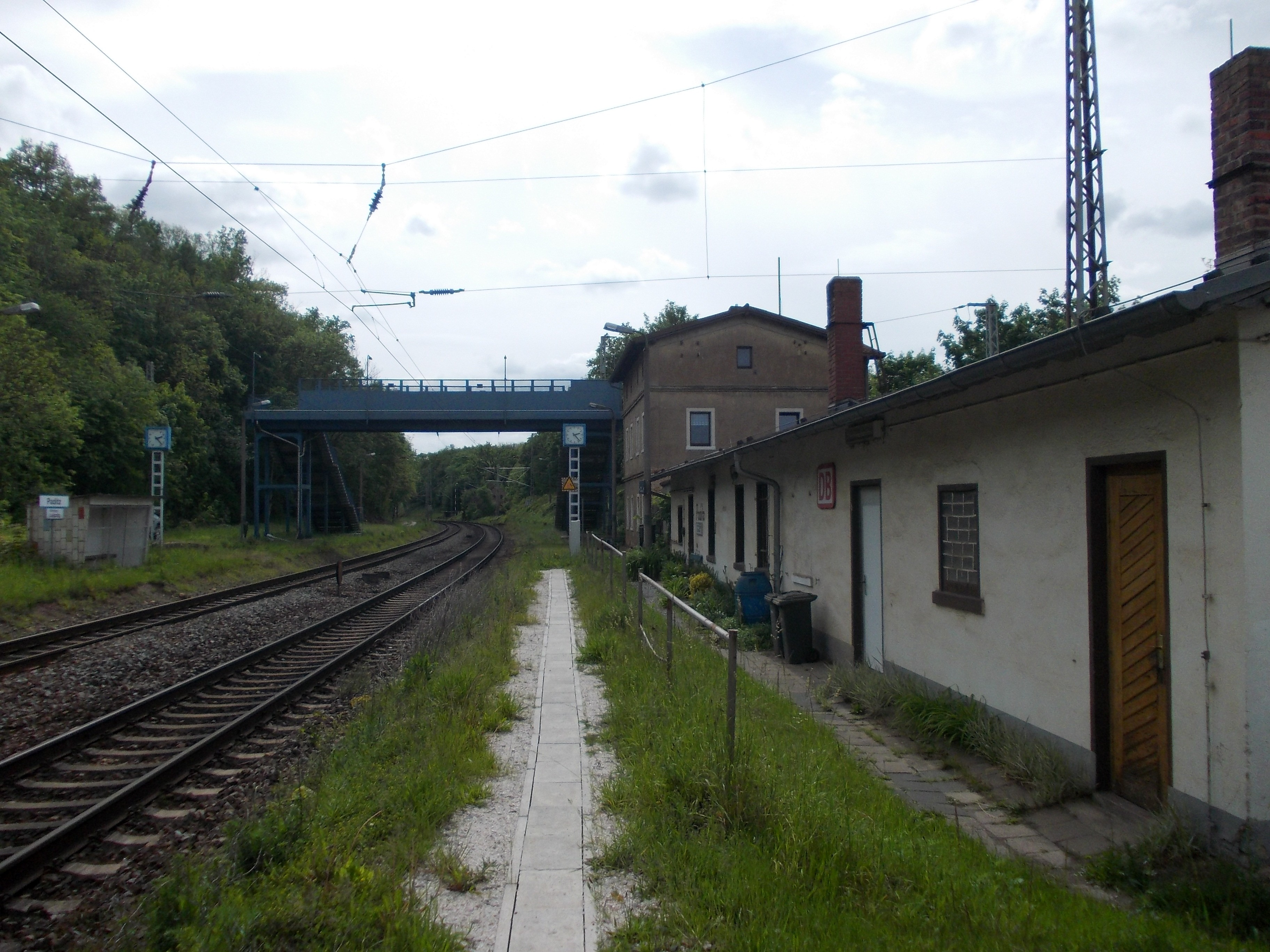
Ehemaliger Haltepunkt Paditz

Paditz besaß seit 1886 einen Haltepunkt an der Bahnstrecke Leipzig–Hof; die Züge fahren seit 2010 ohne Halt durch. Außerdem besteht Anschluss an die Bundesstraßen 7, 93 und 180 in ungefähr drei Kilometern Entfernung. Ansässige Unternehmen sind eine Maschinenvertriebsgesellschaft sowie ein Gebrauchtwagenhändler.

## Sehenswürdigkeiten

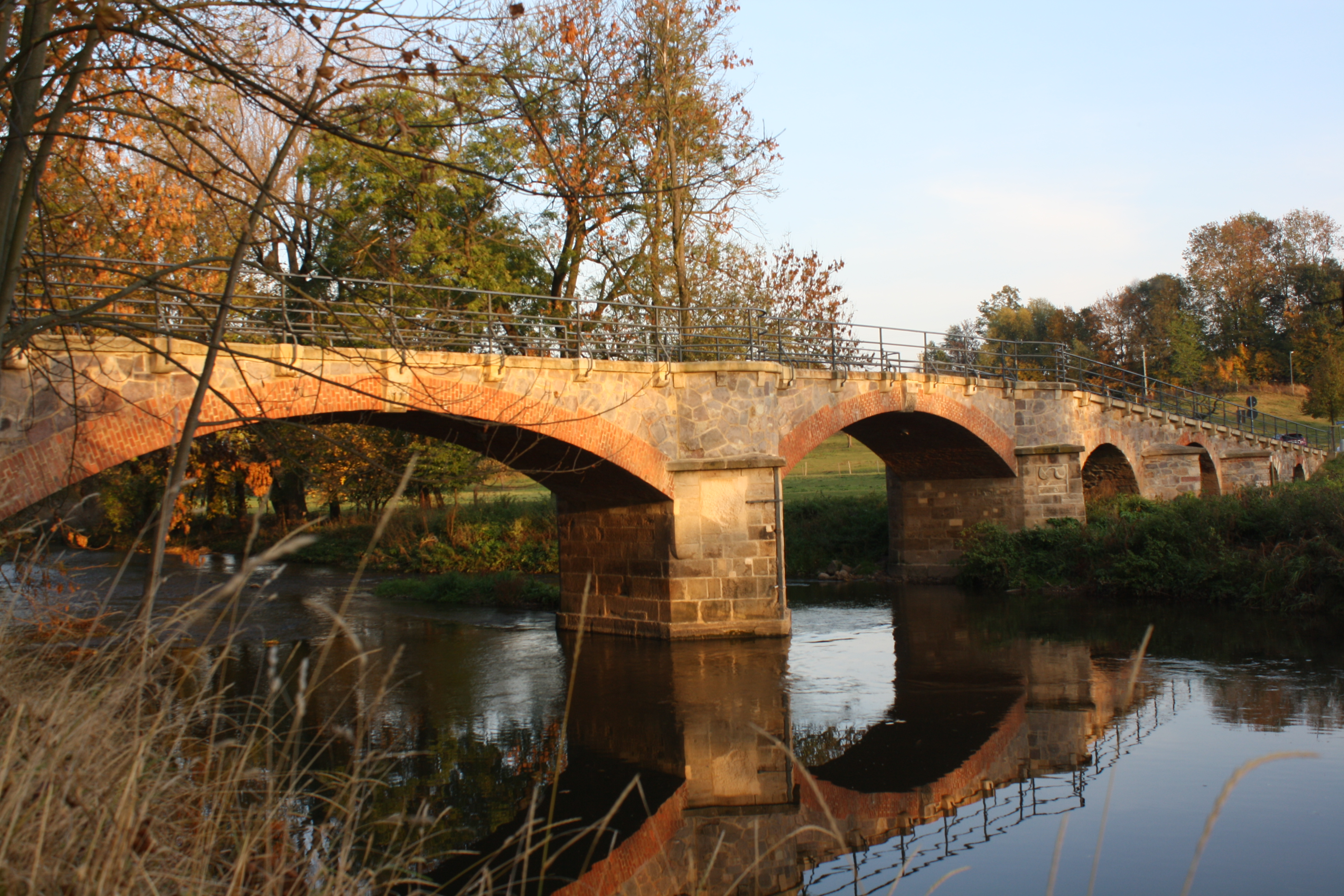
Historische Pleißebrücke in Paditz

Neben den typischen Fachwerkhöfen, die in vielen Orten im Altenburger Land anzutreffen sind, ist das Flächennaturdenkmal Paditzer Schanzen von großer kultureller Bedeutung, welches in dieser Form und Größe für diese Region einzigartig ist.
Ein wichtiges architektonisches Merkmal im Ort ist die Steinbogenbrücke über die Pleiße. Sie wurde 1531 an der Stelle einer alten Furt auf der Handelsstraße nach Böhmen errichtet.